# Knousinjärvi
Knousinjärvi är en sjö i Gällivare kommun i Lappland och ingår i Kalixälvens huvudavrinningsområde. Sjön har en area på 0,0436 kvadratkilometer och ligger 254 meter över havet.

## Delavrinningsområde
Knousinjärvi ingår i det delavrinningsområde (743866-174287) som SMHI kallar för Mynnar i Tvärån. Medelhöjden är 322 meter över havet och ytan är 51,97 kvadratkilometer. Det finns inga avrinningsområden uppströms utan avrinningsområdet är högsta punkten. Sadjemjoki som avvattnar avrinningsområdet har biflödesordning 4, vilket innebär att vattnet flödar genom totalt 4 vattendrag innan det når havet efter 186 kilometer. Avrinningsområdet består mestadels av skog (85 procent) och sankmarker (13 procent). Avrinningsområdet har 0,13 kvadratkilometer vattenytor vilket ger det en sjöprocent på 0,2 procent.